# Kanton Coronel Marcelino Maridueña
Der Kanton Coronel Marcelino Maridueña befindet sich in der Provinz Guayas im zentralen Westen von Ecuador. Er besitzt eine Fläche von etwa 250 km². Im Jahr 2022 lag die Einwohnerzahl bei rund 13.200. Verwaltungssitz des Kantons ist die Kleinstadt Coronel Marcelino Maridueña mit 7163 Einwohnern (Stand 2010). Benannt wurde der Kanton nach Oberst Marcelino Maridueña Quezada (1798–1883), ein Militär, Patriot und Politiker aus Yaguachi.

## Lage
Der Kanton Coronel Marcelino Maridueña liegt im Küstentiefland nordöstlich des Golfs von Guayaquil. Das Gebiet wird im Norden vom Flusslauf des Río Chimbo begrenzt. Der Río Chanchán durchquert den Osten des Kantons und mündet östlich vom Hauptort Marcelino Maridueña in den Río Chimbo. Coronel Marcelino Maridueña befindet sich 50 km östlich der Provinzhauptstadt Guayaquil.
Der Kanton Coronel Marcelino Maridueña grenzt im äußersten Nordosten an die Kantone General Antonio Elizalde (Bucay) und Cumandá (Provinz Chimborazo), im Osten und im Süden an den Kanton El Triunfo, im äußersten Westen und Nordwesten an die Kantone San Jacinto de Yaguachi und Milagro sowie im Norden an den Kanton Naranjito.

## Verwaltungsgliederung
Der Kanton Coronel Marcelino Maridueña wird von der gleichnamigen Parroquia urbana („städtisches Kirchspiel“) gebildet.

## Geschichte
Das Gebiet war seit dem 24. Oktober 1920 eine Parroquia des Kantons San Jacinto de Yaguachi. Am 7. Januar 1992 wurde das Gebiet herausgelöst und ist seither ein eigenständiger Kanton.
Entwicklung der Einwohnerzahl im Kanton Coronel Marcelino Maridueña bei landesweiten Volkszählungen zum jeweiligen Gebietsstand:
| Jahr                    | Einwohner | +/-   |
| ----------------------- | --------- | ----- |
| 2001                    | 11.054    | –     |
| 2010                    | 12.033    | 8,9 % |
| 2022                    | 13.183    | 9,6 % |
| Datenherkunft: Wikidata |           |       |